# Changé (Mayenne)
Changé (Mayenne) is een gemeente in Frankrijk, gelegen in het departement van de Mayenne en de regio Pays de la Loire. De gemeente telde 6.482 inwoners op 1 januari 2022.

## Geschiedenis
In de middeleeuwen was Changé een heerlijkheid. Aan het begin van de 12e eeuw werd er een priorij gebouwd die afhing van de Abdij van Évron. Changé was een landbouwdorp waar graan werd verbouwd. In de loop van de 18e eeuw werd het landbouwareaal uitgebreid door het bemesten van de omliggende heidegronden met kalk. Er waren ook steen- en zandgroeven en een beperkte nijverheid.
Verschillende inwoners van Changé namen deel aan de opstanden na de Franse Revolutie. De priorij werd afgeschaft na de Franse Revolutie en de gebouwen werden verkocht. Op de plaats van de priorij kwam een kasteel, dat in 1962 werd aangekocht door de gemeente en werd omgevormd tot gemeentehuis. De parochiekerk Saint-Pierre werd afgebroken en in 1869 begon de bouw van een nieuwe, grotere kerk.
In juli 1944 vernielde het terugtrekkende Duitse leger de brug over de Mayenne uit 1872. In 1956 werd een nieuwe brug geopend. In 1997 kwam er naast die brug een voetgangersbrug. Na de jaren 1960 is Changé sterk gegroeid door inwijking vanuit het naburige Laval en de komst van bedrijvenzones.

## Geografie
De oppervlakte van Changé bedroeg op 1 januari 2022 34,68 vierkante kilometer; de bevolkingsdichtheid was toen 186,9 inwoners per km².
De Mayenne stroomt door de gemeente. De autosnelweg A81 loopt door de gemeente.
De onderstaande kaart toont de ligging van Changé met de belangrijkste infrastructuur en aangrenzende gemeenten.

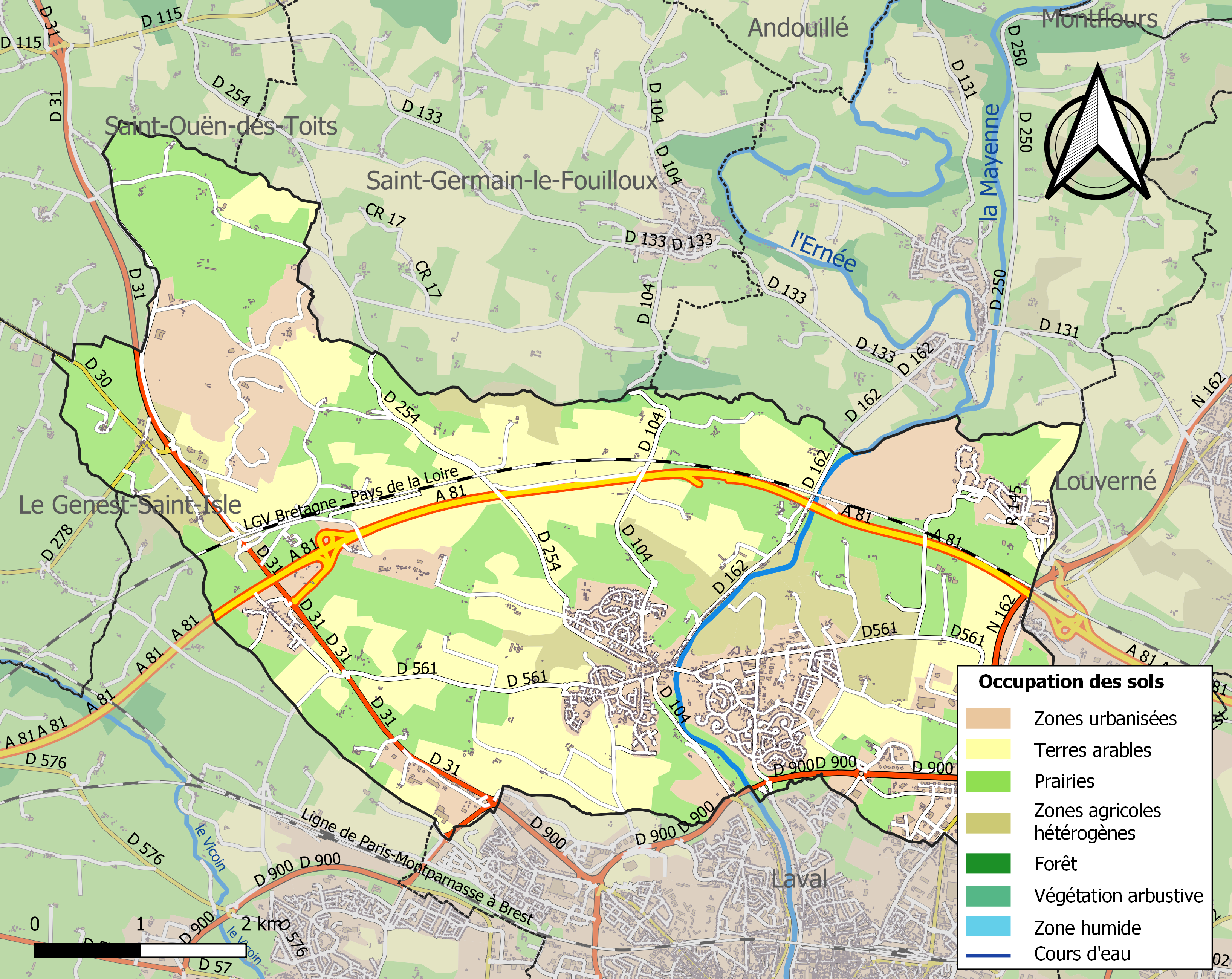

## Demografie
Onderstaande figuur toont het verloop van het inwoneraantal van Changé vanaf 1962.

Bron: Frans bureau voor statistiek. Cijfers inwoneraantal volgens de definitie population sans doubles comptes (zie de gehanteerde definities)

## Bezienswaardigheden
- De kerk Saint-Pierre waarvan de bouw, begonnen in 1869, bijna tien jaar duurde door stabiliteitsproblemen.
- Het gemeentehuis is een kasteel dat eind 18e, begin 19e eeuw werd gebouwd door de graaf d'Elva.
- Het château du Ricoudet is een neoclassicistisch kasteeltje in Italiaanse stijl. Het werd gebouwd in 1864 door graaf Christian d’Elva en ligt in een park van 4,5 ha.[3]
- De gemeente telt negen wasplaatsen (lavoirs).[4]

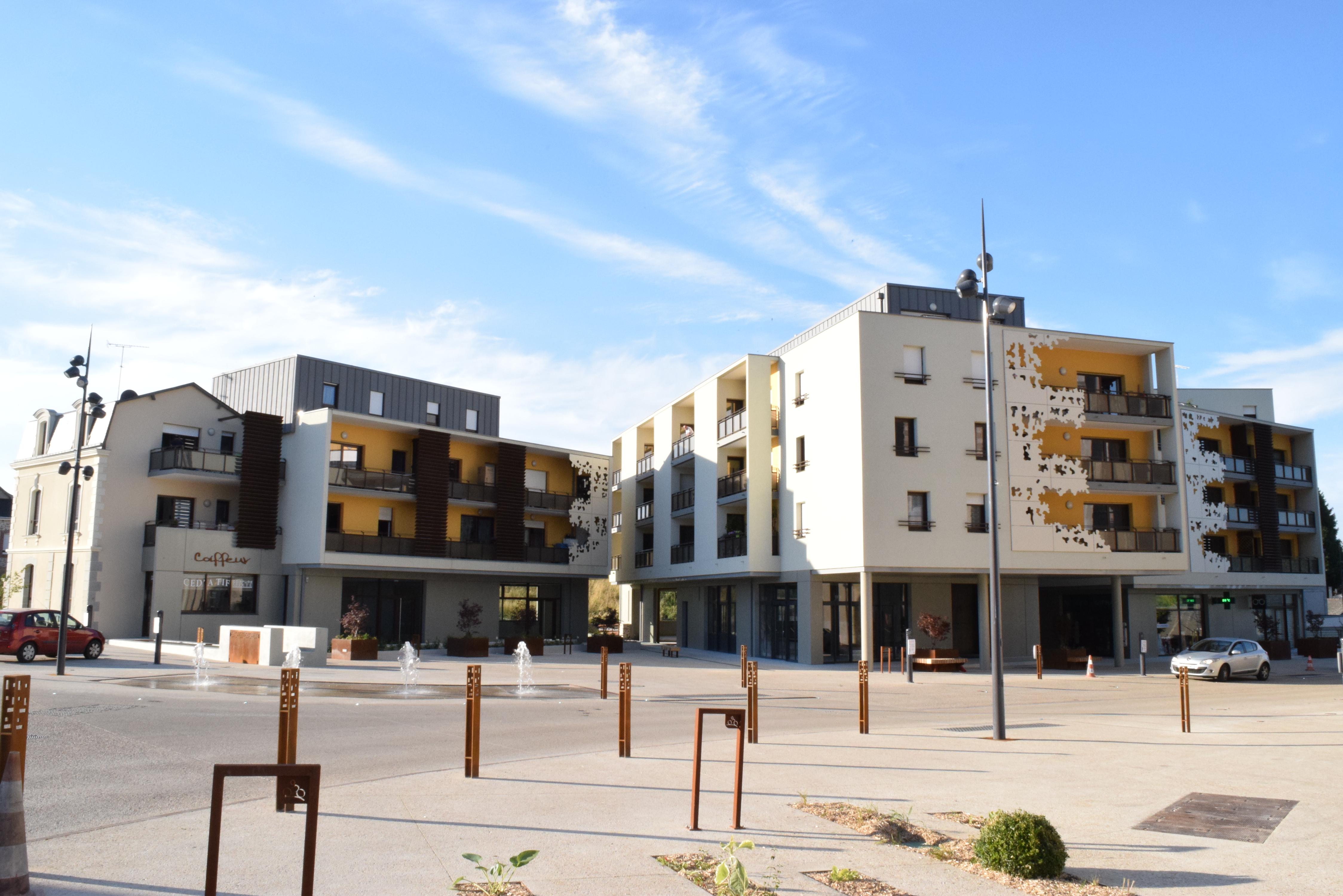
Centrum
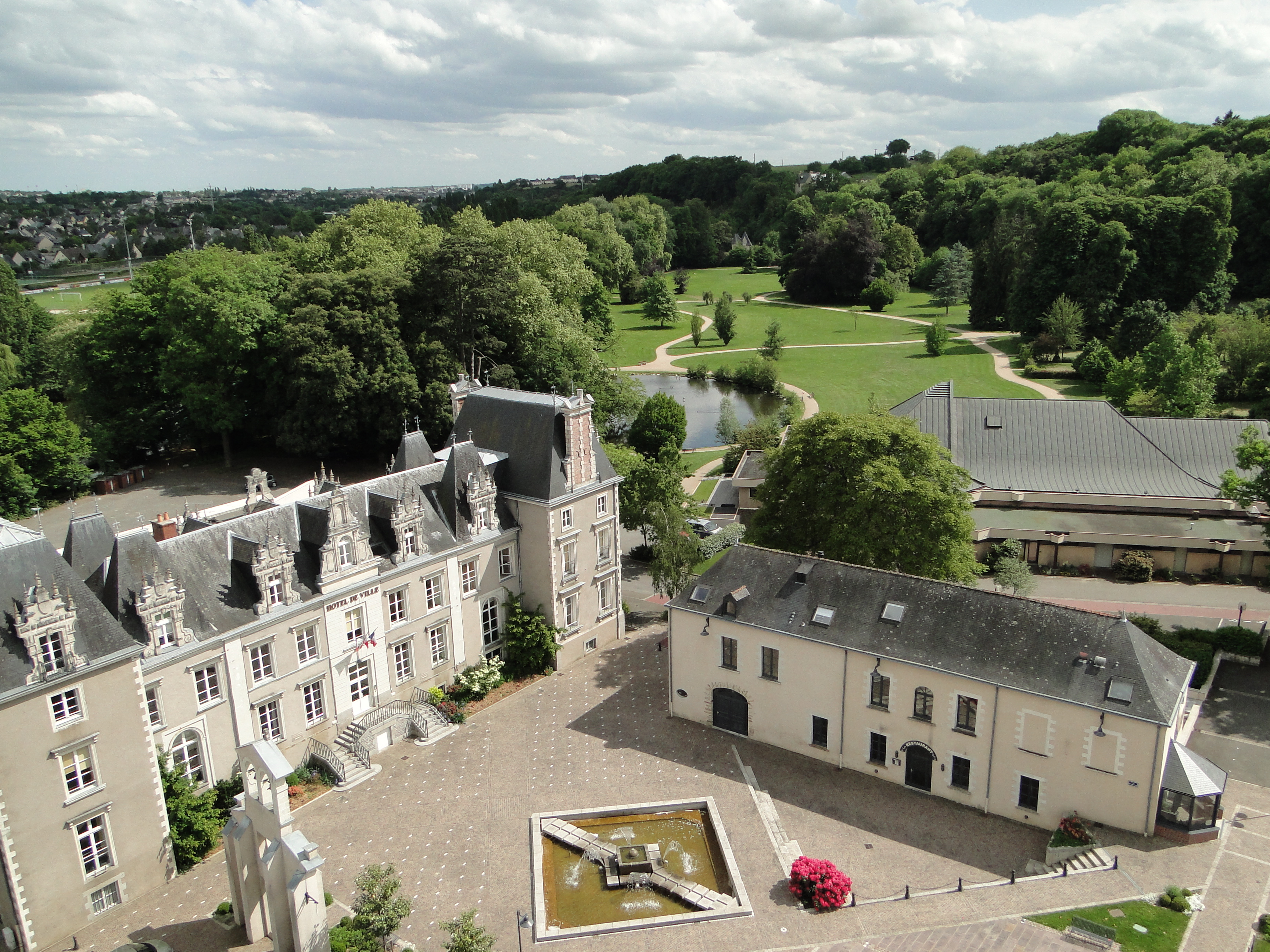
Gemeentehuis, het vroegere kasteel d'Elva
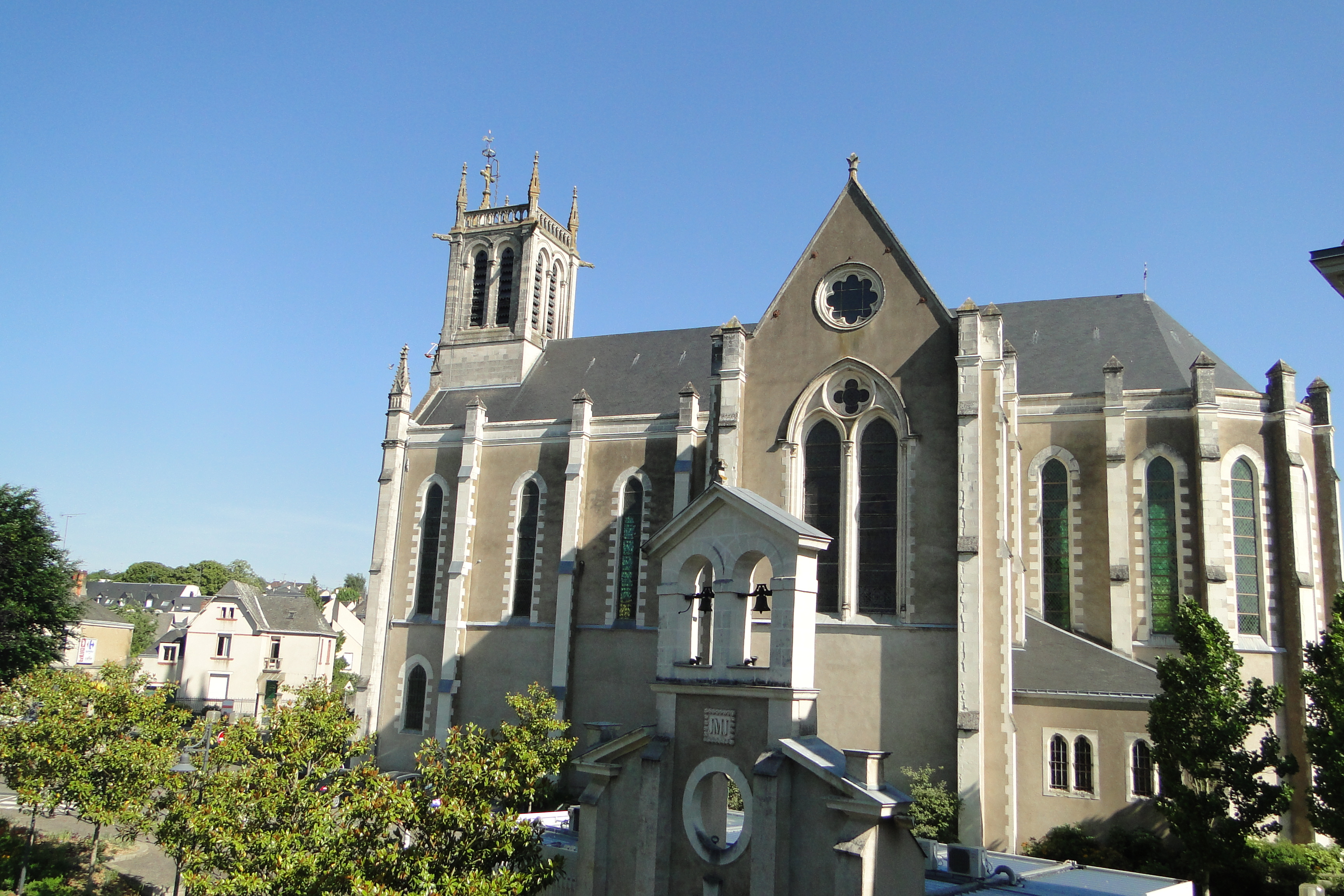
Kerk Saint-Pierre
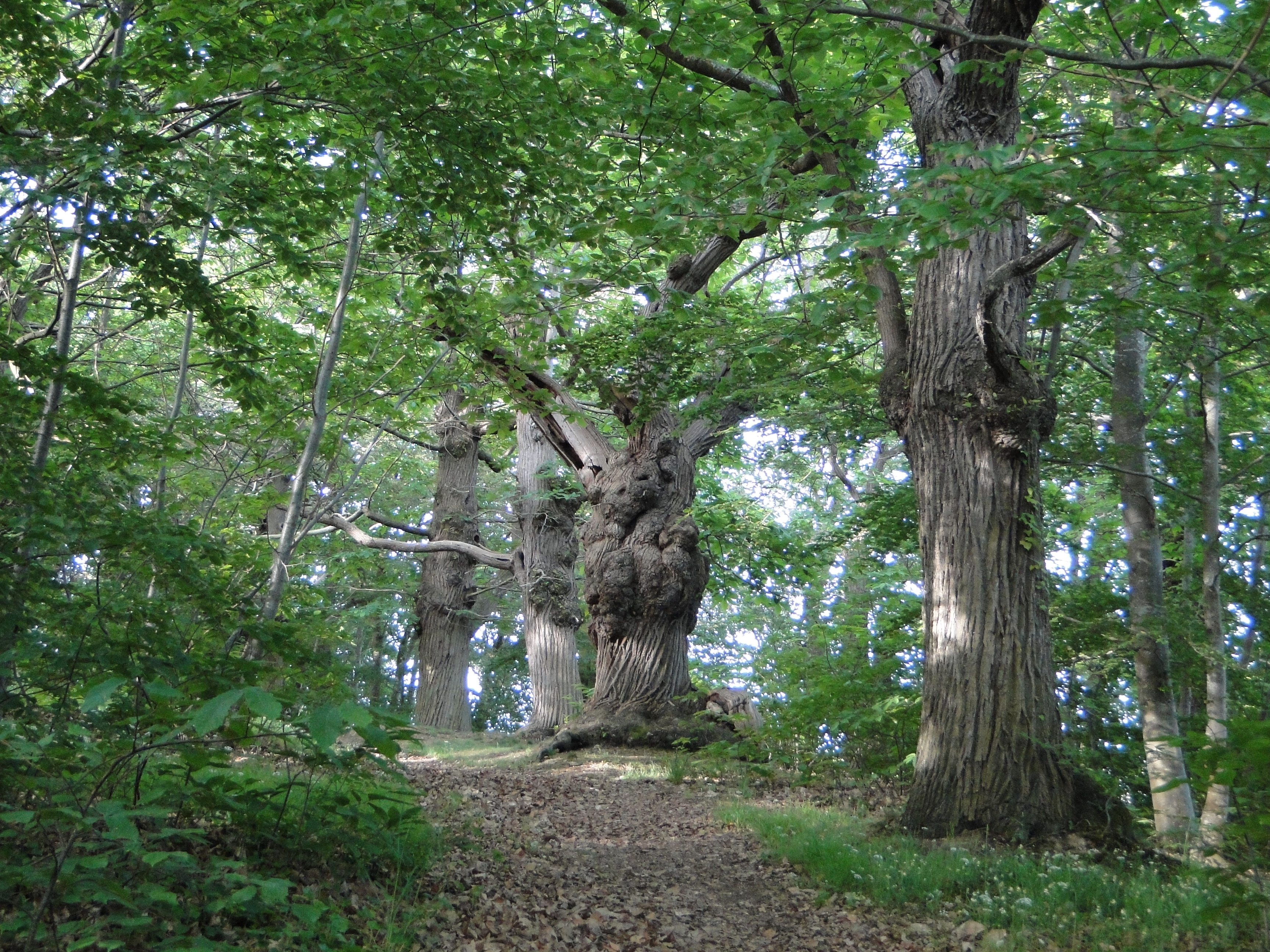
La Chataigneraie, een park van 4 ha met historische kastanjebomen; de kastanjes dienden vroeger als veevoer.
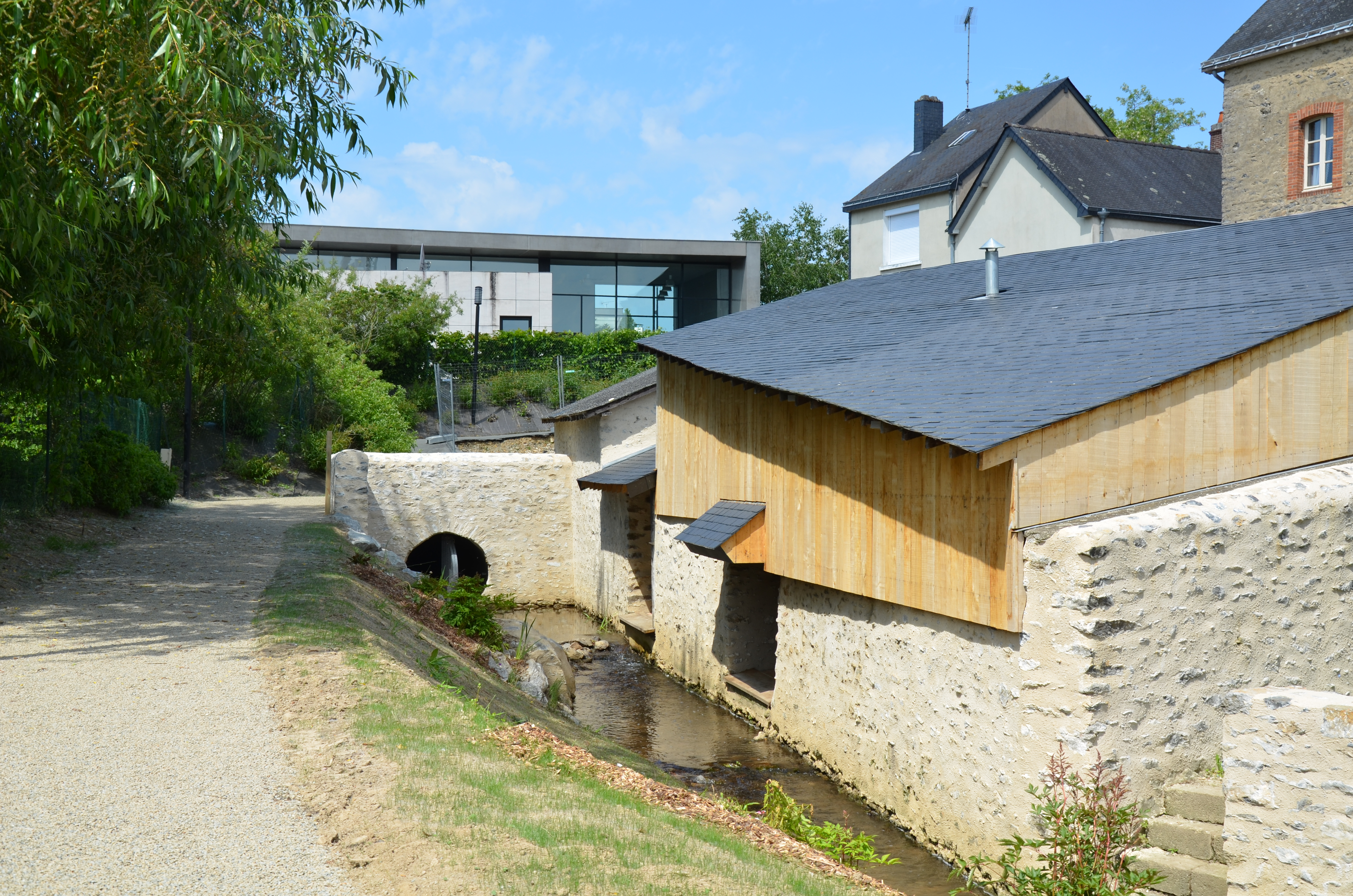
Wasplaats

## Sport
Changé was op 30 juni 2021 voor het eerst etappeplaats in de wielerkoers Ronde van Frankrijk. Er startte een individuele tijdrit naar Laval en deze werd gewonnen door de Sloveen Tadej Pogačar.